# Vòng loại bóng đá nữ Thế vận hội Mùa hè 2016 khu vực Bắc, Trung Mỹ và Caribe
Giải bóng đá nữ vòng loại Thế vận hội CONCACAF 2016 là lần thứ tư giải vòng loại Thế vận hội của CONCACAF được tổ chức nhằm xác định đội tuyển đại diện cho khu vực Bắc, Trung Mỹ và Caribe tham dự môn bóng đá Thế vận hội. CONCACAF thông báo ngày 12 tháng 8 năm 2015 rằng Hoa Kỳ sẽ đăng cai giải trong thời gian từ 10 tới 21 tháng 2 năm 2016 tại Houston và Frisco, Texas. Có tổng cộng tám đội tham dự giải. Hai đội tuyển có thành tích tốt nhất sẽ giành vé tham dự môn bóng đá nữ Thế vận hội Mùa hè 2016 ở Brasil.
Hoa Kỳ giành chức vô địch với chiến thắng 2–0 trong trận chung kết gặp Canada. Cả hai đội lần lượt có kỳ Thế vận hội thứ sáu và thứ ba liên tiếp.

## Vòng loại
Tám suất dự vòng chung kết được phân bổ như sau:
- Ba đội thuộc khu vực Bắc Mỹ (NAFU), trong đó Canada, México và chủ nhà Hoa Kỳ, đều được miễn vòng loại[n 1]
- Hai đội của khu vực Trung Mỹ (UNCAF)
- Ba đội thuộc khu vực Caribe (CFU)

Có 20 đội tuyển của CONCACAF tham dự vòng loại khu vực.
| Khu vực  | Đội tham dự |
| -------- | --- |
| Trung Mỹ | - Costa Rica - El Salvador - Guatemala - Honduras - Nicaragua |
| Caribe   | - Antigua và Barbuda - Aruba - Quần đảo Cayman - Cuba - Dominica - Cộng hòa Dominica - Grenada - Guyana - Haiti - Jamaica - Puerto Rico - Saint Kitts và Nevis - Saint Lucia - Suriname - Trinidad và Tobago |

| Không tham dự | Không tham dự |
| ------------- | --- |
| Bắc Mỹ        | Không có |
| Trung Mỹ      | - Belize - Panama |
| Caribe        | - Anguilla1 - Bahamas - Barbados - Bermuda - Bonaire1 - Curaçao1 - Guadeloupe1 - Guyane thuộc Pháp1 - Martinique1 - Montserrat1 - Saint-Martin1 - Saint Vincent và Grenadines - Sint Maarten1 - Quần đảo Turks và Caicos1 - Quần đảo Virgin thuộc Anh - Quần đảo Virgin thuộc Mỹ |

Ghi chú
1 Không thuộc IOC do vậy không đủ tư cách dự Olympic.

### Trung Mỹ
Năm đội tuyển của khu vực tham gia được xếp chung vào một bảng đấu, thi đấu theo thể thức vòng tròn. Các trận đấu diễn ra từ 30/9 tới 4/10/2015 tại Nicaragua (ban đầu là từ 26/9 tới 4/10/2015 trước khi Honduras rút lui). Hai đội đầu bảng đi tiếp vào vòng sau.
Múi giờ địa phương là UTC−6.
| VT | Đội           | ST | T | H | B | BT | BB | HS | Đ | Giành quyền tham dự |
| -- | ------------- | -- | - | - | - | -- | -- | -- | - | ------------------- |
| 1  | Costa Rica    | 3  | 3 | 0 | 0 | 10 | 1  | +9 | 9 | Vòng chung kết      |
| 2  | Guatemala     | 3  | 2 | 0 | 1 | 5  | 3  | +2 | 6 | Vòng chung kết      |
| 3  | El Salvador   | 3  | 1 | 0 | 2 | 1  | 5  | −4 | 3 |                     |
| 4  | Nicaragua (H) | 3  | 0 | 0 | 3 | 1  | 8  | −7 | 0 |                     |
| 5  | Honduras      | 0  | 0 | 0 | 0 | 0  | 0  | 0  | 0 | Bỏ cuộc             |

| Guatemala      | 1–2      | Costa Rica               |
| -------------- | -------- | ------------------------ |
| Monterroso 26' | Chi tiết | Herrera 6' · Venegas 79' |

| Nicaragua | 0–1      | El Salvador  |
| --------- | -------- | ------------ |
|           | Chi tiết | González 49' |

| Costa Rica                                  | 3–0      | El Salvador |
| ------------------------------------------- | -------- | ----------- |
| Herrera 53' · Villalobos 61' · Alvarado 85' | Chi tiết |             |

| Nicaragua | 1–2      | Guatemala                |
| --------- | -------- | ------------------------ |
| Cate 33'  | Chi tiết | Herrera 38' · Rivera 90' |

| El Salvador | 0–2      | Guatemala                   |
| ----------- | -------- | --------------------------- |
|             | Chi tiết | Monterroso 25' · Rivera 38' |

| Nicaragua | 0–5      | Costa Rica                                                     |
| --------- | -------- | -------------------------------------------------------------- |
|           | Chi tiết | Alvarado 16' · Villalobos 30', 72' · Herrera 73' · Venegas 80' |

#### Cầu thủ ghi bàn
3 bàn
- Melissa Herrera
- Karla Villalobos

2 bàn
- Katherine Alvarado
- Carolina Venegas
- Coralia Monterroso
- Marilyn Rivera

1 bàn
- Francisca González
- Vivían Herrera
- Ana Cate

## Caribe
Có 15 đội tuyển tham gia vòng loại. Các đội được chia thành ba bảng bốn đội và một bảng ba đội. Các bảng đấu diễn ra tại một quốc gia trong bảng vào các khoảng thời gian 21–25 tháng 8 và 13–15 tháng 10 năm 2015. Bốn đội có thành tích tốt nhất lọt vào vòng sau diễn ra từ 18 tới 20/10/2015, thi đấu vòng tròn một lượt tại một trong bốn quốc gia. Ba đội đứng đầu lọt vào vòng chung kết.
Múi giờ địa phương là UTC−4.

#### Vòng bảng

##### Bảng 1
Các trận đấu diễn ra tại Puerto Rico.
| VT | Đội             | ST | T | H | B | BT | BB | HS  | Đ | Giành quyền tham dự |
| -- | --------------- | -- | - | - | - | -- | -- | --- | - | ------------------- |
| 1  | Puerto Rico (H) | 3  | 3 | 0 | 0 | 24 | 2  | +22 | 9 | Vòng hai            |
| 2  | Haiti           | 3  | 2 | 0 | 1 | 29 | 3  | +26 | 6 |                     |
| 3  | Grenada         | 3  | 1 | 0 | 2 | 2  | 25 | −23 | 3 |                     |
| 4  | Aruba           | 3  | 0 | 0 | 3 | 0  | 25 | −25 | 0 |                     |

| Aruba | 0–14     | Haiti                                                                                                 |
| ----- | -------- | --- |
|       | Chi tiết | Louis 32', 45', 80', 89', 90' · Jeudy 40', 41', 53' · Mondésir 48', 58', 65', 75' (ph.đ.), 76', 90+1' |

| Puerto Rico                                                                                               | 12–0     | Grenada |
| --- | -------- | ------- |
| Socarrás 10', 13', 65', 87', 89', 90+1' · Méndez 23' · Martínez 62', 72', 76' · Pagán 64' · Rodríguez 69' | Chi tiết |         |

| Haiti | 13–0     | Grenada |
| --- | -------- | ------- |
| Louis 3', 64', 90+4' · Robuste 10' · Beaubrun 23' · Mondésir 26', 29', 36', 39', 79' · Borgella 60', 73' · Gerville 90+2' | Chi tiết |         |

| Puerto Rico                                                                                           | 9–0      | Aruba |
| --- | -------- | ----- |
| Lacle 11' (l.n.) · Pagán 24' · Socarrás 25', 29', 48', 89' · Martínez 35' · Rivera 64' · Méndez 90+4' | Chi tiết |       |

| Grenada            | 2–0 | Aruba |
| ------------------ | --- | ----- |
| Frank ?' · John ?' |     |       |

| Puerto Rico                         | 3–2 | Haiti                                 |
| ----------------------------------- | --- | ------------------------------------- |
| Méndez 47' · Rivera 62' · Pagán 81' |     | Rodríguez 60' (l.n.) · Mondésir 90+2' |

##### Bảng 2
Các trận đấu diễn ra tại Trinidad và Tobago (dời từ địa điểm dự kiến là Mindoo Phillip Park, Castries,, Saint Lucia nhưng bị hủy do Bão Erika). Sau khi hai trong số bốn đội bỏ cuộc, thể thức thay đổi thành thi đấu hai lượt.
| VT | Đội                    | ST | T | H | B | BT | BB | HS  | Đ | Giành quyền tham dự |
| -- | ---------------------- | -- | - | - | - | -- | -- | --- | - | ------------------- |
| 1  | Trinidad và Tobago (H) | 2  | 2 | 0 | 0 | 14 | 1  | +13 | 6 | Vòng hai            |
| 2  | Saint Lucia            | 2  | 0 | 0 | 2 | 1  | 14 | −13 | 0 |                     |
| 3  | Antigua và Barbuda     | 0  | 0 | 0 | 0 | 0  | 0  | 0   | 0 | Bỏ cuộc             |
| 3  | Quần đảo Cayman        | 0  | 0 | 0 | 0 | 0  | 0  | 0   | 0 | Bỏ cuộc             |

| Trinidad và Tobago                            | 6–0 | Saint Lucia |
| --------------------------------------------- | --- | ----------- |
| Mollon 3', 66' · St. Louis 10', 33', 38', 58' |     |             |

| Saint Lucia         | 1–8      | Trinidad và Tobago                                                          |
| ------------------- | -------- | --------------------------------------------------------------------------- |
| Marquis 58' (ph.đ.) | Chi tiết | Mollon 12', 32', 81', 83' · Hutchinson 23', 26' · Guerra 65' · Cummings 87' |

##### Bảng 3
Các trận diễn ra tại Cộng hòa Dominica (chuyển từ Suriname).
| VT | Đội                   | ST | T | H | B | BT | BB | HS  | Đ | Giành quyền tham dự |
| -- | --------------------- | -- | - | - | - | -- | -- | --- | - | ------------------- |
| 1  | Jamaica               | 2  | 2 | 0 | 0 | 19 | 0  | +19 | 6 | Vòng hai            |
| 2  | Cộng hòa Dominica (H) | 2  | 1 | 0 | 1 | 11 | 6  | +5  | 3 |                     |
| 3  | Dominica              | 2  | 0 | 0 | 2 | 0  | 24 | −24 | 0 |                     |
| 4  | Suriname              | 0  | 0 | 0 | 0 | 0  | 0  | 0   | 0 | Bỏ cuộc             |

| Cộng hòa Dominica                                                                               | 11–0     | Dominica |
| ----------------------------------------------------------------------------------------------- | -------- | -------- |
| Núñez 7', 74' · Xavier 18' (l.n.) · Peralta 28', 57' · Ubri 32', 40', 53', 53' · Pérez 65', 73' | Chi tiết |          |

| Cộng hòa Dominica | 0–6      | Jamaica                                                  |
| ----------------- | -------- | -------------------------------------------------------- |
|                   | Chi tiết | Shaw 22', 64' · Reid 32', 69' · Vincent 78' · Foster 80' |

| Dominica | 0–13 | Jamaica |
| -------- | ---- | --- |
|          |      | Reid 12', 39', 45' · Vincent 76', 85' · Exeter 14' · Shaw 15' · Hernandez 20' · Henry 35' · Asher 41' · Lockhard 59' (l.n.) · Pryce 80' · ? ?' |

##### Bảng 4
Các trận đấu diễn ra tại Cộng hòa Dominica (chuyển từ Saint Kitts và Nevis).
| VT | Đội                  | ST | T | H | B | BT | BB | HS  | Đ | Giành quyền tham dự |
| -- | -------------------- | -- | - | - | - | -- | -- | --- | - | ------------------- |
| 1  | Guyana               | 2  | 1 | 1 | 0 | 9  | 1  | +8  | 4 | Vòng hai            |
| 2  | Cuba                 | 2  | 1 | 1 | 0 | 7  | 1  | +6  | 4 |                     |
| 3  | Saint Kitts và Nevis | 2  | 0 | 0 | 2 | 0  | 14 | −14 | 0 |                     |

| Saint Kitts và Nevis | 0–8      | Guyana                                                                                                  |
| -------------------- | -------- | --- |
|                      | Chi tiết | Charles 23', 25', 46' · El-Masri 51' · Desouza 65' · Copeland 77' · Heydorn 85' (ph.đ.) · Gonsalves 87' |

| Guyana        | 1–1      | Cuba      |
| ------------- | -------- | --------- |
| Rodrigues 19' | Chi tiết | Pérez 78' |

| Saint Kitts và Nevis | 0–6 | Cuba                                    |
| -------------------- | --- | --------------------------------------- |
|                      |     | ? ?' · ? ?' · ? ?' · ? ?' · ? ?' · ? ?' |

#### Vòng hai
Các trận diễn ra ở Trinidad và Tobago (dự kiến tổ chức ngày 2–4 tháng 10 năm 2015, nhưng bị trì hoãn do sự chậm trễ của bảng 2).

#### Bán kết
Các đội chiến thắng sẽ lọt vào vòng chung kết.
| Puerto Rico   | 1–0 (s.h.p.) | Guyana |
| ------------- | ------------ | ------ |
| Socarrás 119' | Chi tiết     |        |

| Trinidad và Tobago          | 2–1 (s.h.p.) | Jamaica              |
| --------------------------- | ------------ | -------------------- |
| Mascall 59' · St. Louis 91' | Chi tiết     | McGregor 45' (ph.đ.) |

#### Tranh hạng ba
Các đội chiến thắng sẽ lọt vào vòng chung kết.
| Guyana                     | 2–1      | Jamaica     |
| -------------------------- | -------- | ----------- |
| El-Masri 48' · Persaud 73' | Chi tiết | Vincent 44' |

#### Chung kết
| Puerto Rico | 0–1      | Trinidad và Tobago |
| ----------- | -------- | ------------------ |
|             | Chi tiết | Forbes 24'         |

### Các đội vượt qua vòng loại
Khu vực Bắc Mỹ
- Canada (đặc cách)
- México (đặc cách)
- Hoa Kỳ (đặc cách/chủ nhà)

Khu vực Trung Mỹ
- Costa Rica
- Guatemala

Khu vực Caribe
- Trinidad và Tobago
- Puerto Rico
- Guyana

## Địa điểm
- Sân vận động BBVA Compass, Houston
- Sân vận động Toyota, Frisco

## Vòng bảng
Hai đội đầu mỗi bảng lọt vào vòng bán kết.
Giờ địa phương là CST (UTC−6).

### Bảng A
| VT | Đội         | ST | T | H | B | BT | BB | HS  | Đ | Giành quyền tham dự     |
| -- | ----------- | -- | - | - | - | -- | -- | --- | - | ----------------------- |
| 1  | Hoa Kỳ (H)  | 3  | 3 | 0 | 0 | 16 | 0  | +16 | 9 | Vòng đấu loại trực tiếp |
| 2  | Costa Rica  | 3  | 2 | 0 | 1 | 11 | 6  | +5  | 6 | Vòng đấu loại trực tiếp |
| 3  | México      | 3  | 1 | 0 | 2 | 7  | 3  | +4  | 3 |                         |
| 4  | Puerto Rico | 3  | 0 | 0 | 3 | 0  | 25 | −25 | 0 |                         |

| Puerto Rico | 0–6      | México                                                                          |
| ----------- | -------- | ------------------------------------------------------------------------------- |
|             | Chi tiết | Domínguez 18', 51', 89' (ph.đ.) · Garciamendez 22' · Rangel 54' · Johnson 90+1' |

| Hoa Kỳ                                                   | 5–0      | Costa Rica |
| -------------------------------------------------------- | -------- | ---------- |
| Morgan 1', 62' · Lloyd 9' (ph.đ.) · Dunn 15' · Press 83' | Chi tiết |            |

| Costa Rica                                                                                        | 9–0      | Puerto Rico |
| ------------------------------------------------------------------------------------------------- | -------- | ----------- |
| K. Villalobos 8', 57', 60' · R. Rodríguez 36', 75', 90+2' · Herrera 56' · Sáenz 65' · S. Cruz 84' | Chi tiết |             |

| México | 0–1      | Hoa Kỳ    |
| ------ | -------- | --------- |
|        | Chi tiết | Lloyd 80' |

| México        | 1–2      | Costa Rica                    |
| ------------- | -------- | ----------------------------- |
| Domínguez 79' | Chi tiết | R. Rodríguez 10', 57' (ph.đ.) |

| Hoa Kỳ                                                                                                   | 10–0     | Puerto Rico |
| --- | -------- | ----------- |
| Dunn 6', 21', 61', 85', 87' · Lloyd 19' (ph.đ.) · O'Hara 45' · Rivera 60' (l.n.) · Press 62' · Mewis 90' | Chi tiết |             |

### Bảng B
| VT | Đội                | ST | T | H | B | BT | BB | HS  | Đ | Giành quyền tham dự     |
| -- | ------------------ | -- | - | - | - | -- | -- | --- | - | ----------------------- |
| 1  | Canada             | 3  | 3 | 0 | 0 | 21 | 0  | +21 | 9 | Vòng đấu loại trực tiếp |
| 2  | Trinidad và Tobago | 3  | 2 | 0 | 1 | 7  | 8  | −1  | 6 | Vòng đấu loại trực tiếp |
| 3  | Guyana             | 3  | 1 | 0 | 2 | 3  | 11 | −8  | 3 |                         |
| 4  | Guatemala          | 3  | 0 | 0 | 3 | 2  | 14 | −12 | 0 |                         |

| Guatemala            | 1–2      | Trinidad và Tobago          |
| -------------------- | -------- | --------------------------- |
| Martínez 18' (ph.đ.) | Chi tiết | Cordner 74' · St. Louis 78' |

| Canada                                 | 5–0      | Guyana |
| -------------------------------------- | -------- | ------ |
| Rose 25', 40' · Lawrence 29', 46', 48' | Chi tiết |        |

| Guyana                     | 2–1      | Guatemala    |
| -------------------------- | -------- | ------------ |
| El-Masri 71' · Heydorn 76' | Chi tiết | Martínez 54' |

| Trinidad và Tobago | 0–6      | Canada                                                                               |
| ------------------ | -------- | ------------------------------------------------------------------------------------ |
|                    | Chi tiết | Matheson 24' · Tancredi 44' · Sinclair 63' · Buchanan 66' · Beckie 75' · Fleming 79' |

| Trinidad và Tobago                                       | 5–1      | Guyana       |
| -------------------------------------------------------- | -------- | ------------ |
| Cordner 7', 61' · Shade 9' · Cunningham 16' · Mollon 21' | Chi tiết | Williams 43' |

| Canada                                                                                         | 10–0     | Guatemala |
| ---------------------------------------------------------------------------------------------- | -------- | --------- |
| Tancredi 4', 85' · Carle 27' · Beckie 35' · Prince 43', 84', 88' · Quinn 45' (ph.đ.), 49', 52' | Chi tiết |           |

## Vòng đấu loại trực tiếp

### Nhánh đấu
|  | Bán kết              | Bán kết |                      |   | Chung kết | Chung kết |
|  |                      |         |                      |   |           |           |
|  | 19 tháng 2 – Houston |         |                      |   |           |           |
|  |                      |         |                      |   |           |           |
|  | Canada               | 3       |                      |   |           |           |
|  | Canada               | 3       | 21 tháng 2 – Houston |   |           |           |
|  | Costa Rica           | 1       |                      |   |           |           |
|  | Costa Rica           | 1       | Canada               | 0 |           |           |
|  | 19 tháng 2 – Houston |         | Canada               | 0 |           |           |
|  |                      | Hoa Kỳ  | 2                    |   |           |           |
|  | Hoa Kỳ               | Hoa Kỳ  | 2                    | 5 |           |           |
|  | Hoa Kỳ               |         |                      | 5 |           |           |
|  | Trinidad và Tobago   | 0       |                      |   |           |           |
|  | Trinidad và Tobago   | 0       |                      |   |           |           |

### Bán kết
Đội chiến thắng giành vé tới Thế vận hội Mùa hè 2016.
| Canada                       | 3–1      | Costa Rica            |
| ---------------------------- | -------- | --------------------- |
| Sinclair 17', 52' · Rose 86' | Chi tiết | Rodríguez 73' (ph.đ.) |

| Hoa Kỳ                                       | 5–0      | Trinidad và Tobago |
| -------------------------------------------- | -------- | ------------------ |
| Heath 12' · Morgan 30', 71', 73' · Lloyd 43' | Chi tiết |                    |

### Chung kết
| Canada | 0–2      | Hoa Kỳ                |
| ------ | -------- | --------------------- |
|        | Chi tiết | Horan 53' · Heath 61' |

## Đội vô địch
| Giải bóng đá nữ vòng loại Thế vận hội CONCACAF 2016 |
| --------------------------------------------------- |
| · Hoa Kỳ · Lần 4                                    |

## Các đội giành quyền tham dự Thế vận hội
| Tên đội | Ngày vượt qua vòng loại | CÁc lần góp mặt trước đây1       |
| ------- | ----------------------- | -------------------------------- |
| Hoa Kỳ  | 19 tháng 2 năm 2016     | 5 (1996, 2000, 2004, 2008, 2012) |
| Canada  | 19 tháng 2 năm 2016     | 2 (2008, 2012)                   |

1 In đậm nghĩa là đội vô địch. In nghiêng nghĩa là chủ nhà.

## Cầu thủ ghi bàn
6 bàn
- Raquel Rodríguez
- Crystal Dunn

5 bàn
- Alex Morgan

4 bàn
- Carli Lloyd
- Maribel Domínguez

3 bàn
- Ashley Lawrence
- Nichelle Prince
- Rebecca Quinn
- Deanne Rose
- Christine Sinclair
- Melissa Tancredi
- Karla Villalobos
- Kennya Cordner

2 bàn
- Janine Beckie
- Ana Martínez
- Tobin Heath
- Christen Press

1 bàn
- Kadeisha Buchanan
- Gabrielle Carle
- Jessie Fleming
- Diana Matheson
- Shirley Cruz
- Melissa Herrera
- Diana Sáenz
- Mariam El-Masri
- Alison Heydorn
- Bria Williams
- Lindsey Horan
- Kelley O'Hara
- Sam Mewis
- Alina Garciamendez
- Katlyn Johnson
- Nayeli Rangel
- Jenelle Cunningham
- Ahkeela Mollon
- Mariah Shade
- Tasha St. Louis

Phản lưới nhà
- Ashley Rivera (gặp Hoa Kỳ)

## Giải thưởng
Đội hình 11 người xuất sắc nhất
- Thủ môn:  Hope Solo
- Hậu vệ phải:  Kelley O'Hara
- Trung vệ:  Becky Sauerbrunn
- Trung vệ:  Kadeisha Buchanan
- Hậu vệ trái:  Allysha Chapman
- Tiền vệ phải:  Tobin Heath
- Tiền vệ trung tâm:  Lindsey Horan
- Tiền vệ trung tâm:  Morgan Brian
- Tiền vệ trái:  Ashley Lawrence
- Tiền đạo:  Alex Morgan
- Tiền đạo:  Carli Lloyd

Quả bóng vàng
- Morgan Brian

Chiếc giày vàng
- Crystal Dunn (6 bàn)

Găng tay vàng
- Hope Solo

Giải phong cách
- Hoa Kỳ